# Dennis Quaid
Denis Quaid (* 9. dubna 1954, Houston, Texas, USA) je americký herec, scenárista, režisér, producent a hudebník (kytarista, klavírista a skladatel, člen skupiny Sharks), bratr herce Randyho Quaida.

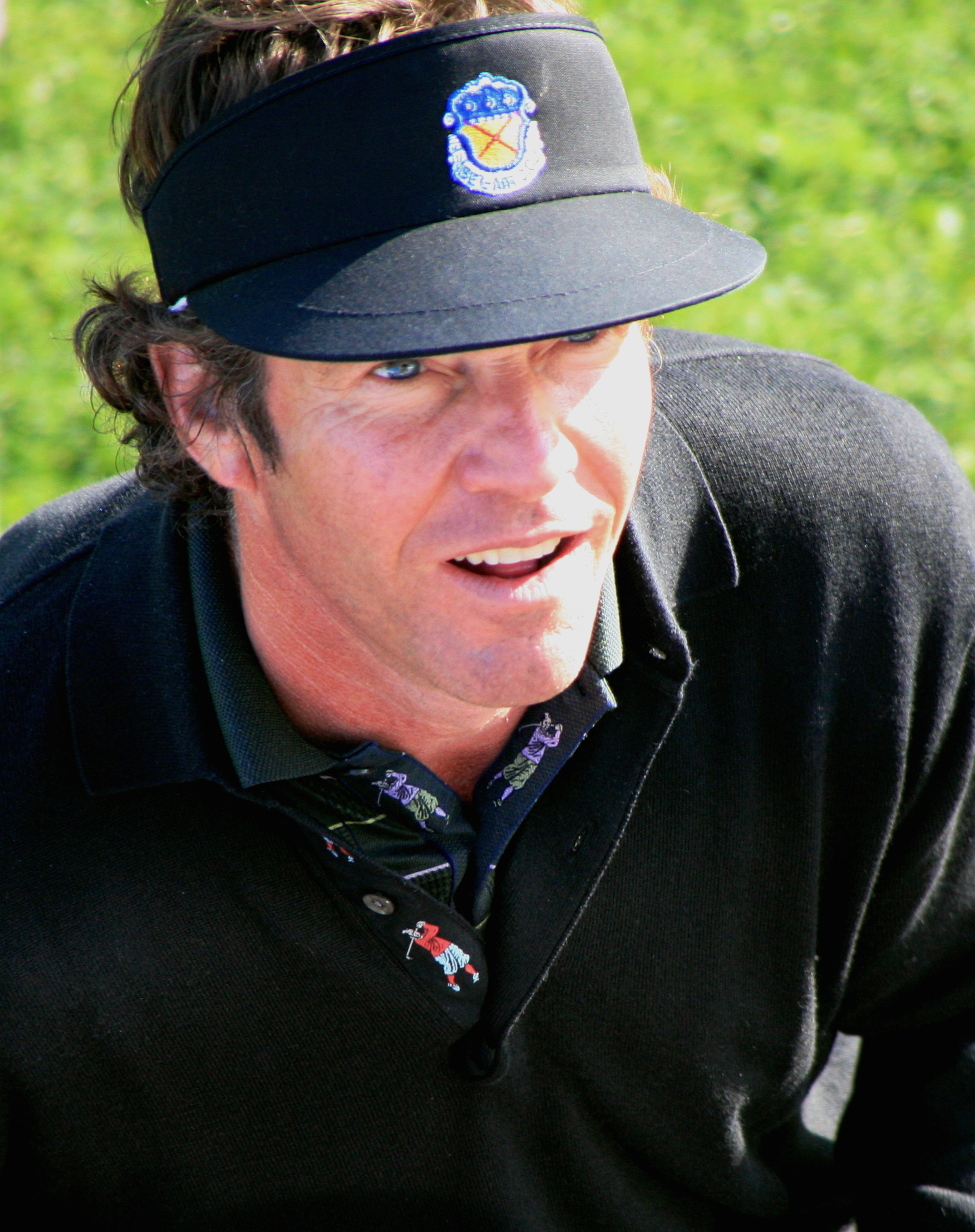
Na golfu v roce 2006.

Dramatické umění studoval na Univerzitě v Houstonu, studium však nedokončil. Společně se svým bratrem Randy Quaitem začal nejprve vystupovat jako bavič a kabaretní komik v rodném Houstonu, nicméně v roce 1972 přesídlil do Los Angeles do centra amerického filmového a televizního průmyslu. Nicméně zpočátku se mu příliš nedařilo a prosazoval se zde dost pomalu, první rolička se dostavila v roce 1975 ve snímku Crazy Mama, jeho první opravdu významnější filmová role přišla až ve sportovním dramatu A co dál? v roce 1979. Kosmonauta Gordona Coopera si zahrál ve snímku Správná posádka pojednávajícím o historii amerických kosmických letů. První hlavní roli obdržel až v roce 1983 v jinak dost neúspěšném snímku Čelisti III.. V roce 1989 si zahrál postavu zpěváka Jerryho Lee Lewise v životopisném snímku Great Balls of Fire!, kde mohl také velmi dobře využit své hudební nadání.
V roce 1996 hrál hlavní roli ve fantasy dramatu Dračí srdce, v roce 1997 také zaujal jeho výkon v kriminálním dramatu Gang policajtů.
Jako režisér debutoval v roce 1998 televizním filmem Vše, co povznáší.
Ústřední písně složil ke třem filmům: Noc, kdy v Georgii zhasla světla, Dost drsný a Policie z New Orleans, ve všech těchto snímcích hrál také významné role.
V roce 2004 vystupoval v katastrofickém sci-fi thilleru Den poté, v témže roce si zahrál hlavní roli marketingového manažera i v komedii V dobré společnosti.
V roce 2019 hrál ve filmu Intruder.

## Osobní život
Byl třikrát ženatý, poprvé v letech 1978 až 1983 s herečkou P. J. Soles, podruhé také s herečkou Meg Ryanovou (1991–2001), se kterou má syna Jacka Quaida (* 1992), od roku 2004 je ženatý s Kimberly Buffingtonovou, provdanou Kimberly Quaid. Mezi jeho koníčky patří golf.